# Jewish Encyclopedia

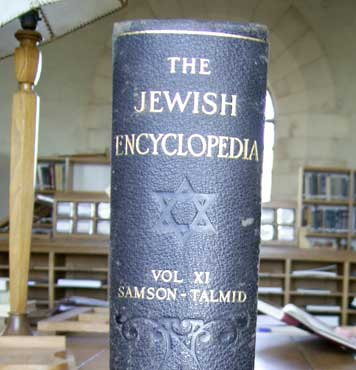
The Jewish Encyclopedia im Rockefeller Museum in Jerusalem

Die Jewish Encyclopedia (englisch für Jüdische Enzyklopädie, vollständiger Titel The Jewish encyclopedia. A descriptive record of the history, religion, literature, and customs of the Jewish people from the earliest times to the present day) ist ein englischsprachiges Nachschlagewerk zum Judentum, das zwischen 1901 und 1906 im Verlag Funk & Wagnalls in New York erschien. Thematisch wurden sowohl die Geschichte als auch die zeitgenössische Lage (um 1901) des Judentums und der Juden behandelt. Initiator und Herausgeber des Werkes war Isidore Singer.

## Bände und Digitalisate
Die Jewish Encyclopedia enthält über 15.000 Artikel in 12 Bänden: 
1. Aach – Apocalyptic literature, 1901
2. Apocrypha – Benash, 1902
3. Bencemero – Chazanuth, 1902
4. Chazars – Dreyfus case, 1903
5. Dreyfus-Drisac – Goat, 1903
6. God – Istria, 1904
7. Italy – Leon, 1904
8. Leon – Moravia, 1904
9. Morawczyk – Philippson, 1905
10. Philipson – Samoscz, 1905
11. Samson – Talmid Hakam, 1905
12. Talmud – Zweifel, 1906

Die Digitalisate der 12 Bände sind online in der Freimann-Sammlung der Universitätsbibliothek Frankfurt am Main verfügbar.